# Jennifer Montagu
Jennifer Iris Rachel Montagu (née le 20 mars 1931) est une historienne de l'art britannique notamment spécialiste de la sculpture baroque italienne.
Elle est la fille d'Ewen Montagu et la petite-fille de Solomon Joseph Solomon.
Commandeur de l'ordre de l'Empire britannique, elle a aussi reçu le prix du rayonnement de la langue et de la littérature françaises en 2022.